# Szindzsári mészárlás
A szindzsári mészárlás 2000–5000 jezidita férfi meggyilkolása volt Irak Ninive kormányzóságának Szindzsár körzetében, annak a központjában, Szindzsárban (kurdul: شنگال Şingal). A merényletsorozatot az Iraki és Levantei Iszlám Állam 2014. augusztusban hajtotta végre. Az egész sorozat azzal kezdődött, hogy az ISIL 2014. augusztusi offenzívájában – augusztus 3-án – elfoglalta Szindzsárt és környékét,
Iraki Kurdisztán Regionális Kormányának az egyik tagja úgy becsülte, az ISIL augusztus 3-i szindzsári támadása sokkal inkább demográfiai semmint stratégiai vagy vallási indíttatású lett volna. Az ISIL a stratégiai területekről ki akarta szorítani a jezidita kurdokat, helyükre pedig az ISIL-hez hű arabokat akart betelepíteni.
2014. augusztus 8-án az Amerikai Egyesült Államok légi támadásokat mért Irak északi részén az ISIL harcosaira és konvojaira, és ezzel kezdődött el a számos ország részvételével az ISIL ellen indított nemzetközi háború. A kurdok és az amerikaiak segítségével több mint 50.000 jezidita tudott elmenekülni a Szindzsár-hegységbe.
2014. december 17-én a kurd Pesmergák, Kurd Néppárt és Kurd Népvédelmi Egységek az USA légi támogatásának a segítségével megindították a 2014. decemberi szindzsári offenzívát.

## Előzmények
Az ISIL hatalomátvétele előtt Szindzsár nagyrészt jezidita lakosságú város volt.
2014. június 29-én az Iraki és Levantei Iszlám Állam Irak és Szíria területén kalifátussá nyilvánította magát, és még eben a hónapban jelentős területeket foglalt el Irak északi részén. Míg a szövetségi hadsereg elmenekült az egyre inkább előre törő ISIL elő, a kurd Pesmergák Irak északi részében nagy területek fölött szerezték meg az ellenőrzést.

## Az ISIL hatalomátvétele és az ostrom
Augusztus 3-án az ISIL elfoglalta Szindzsárt és a városról elnevezett környéket. Eközben éjszaka a civil lakosság előzetes figyelmeztetés nélkül 250 iraki pesmerga férfi elhagyta a Szindzsárt és a szintén megtámadott többi környékbeli várost. Az ISIL az elfoglalt városban lerombolt egy síita síremléket, az ellenállókat kivégezték, a helybélieket pedig felszólították, hogy vagy hűséget esküsznek, vagy megölik őket.
A környező falva lakói azonnal elmenekültek. A jeziditák szerint az ISIL felszólította őket, hogy térjenek át az iszlámra, vagy a halállal kell szembe nézniük. Az ISIL Twitter-oldalán olyan képek jelentek meg, melyeken Szindzsár környékén élő polgári lakosok megölése látható.
Nagyjából 200.000 jezidita, síita és kurd lakos menekült el a megszállt városból. Körülbelül 50.000 jezidita a Szindzsári-hegységbe menekült, ahol élelem, ivóvíz és orvosi ellátás nélkül maradtak, így éhség és kiszáradás várt rájuk.
Az USA kormánya, a Pesmérgák és a nyugati média is arról számolt be, hogy a hegységbe menekültek közül több százat az ISIL ostrom alatt tart.
Tahseen Said, a jeziditák világi vezetője, hercege, augusztus 3-án kéréssel fordult a világ vezetői felé, melyben humanitárius segítséget kért a nehéz helyzetben lévő, az ISIL támadásaival küzdő embereinek. On 4 August, Kurdish fighters purportedly battled ISIL to retake Sinjar.

## Menekültválság a Szindzsári-hegységben

### Élelmiszercsomagok
Legalább 40.000 jezidita vándorolt a Szindzsári-hegységbe, ahol az ISIL körülzárta és lőtte őket.
Augusztus 5-én a jelentések szerint az iraki hadsereg helikoptereiről dobtak le a hegyekben lévő jeziditáknak élelmet és vizet.
Augusztus 10-től az Egyesült Királyság is juttatott a területre élelem- és folyadék-utánpótlást. ezen felül Franciaország is segítségét ajánlotta fel a menekültek számára.
Augusztus 12-én a Majid Abdul Salam Ashour vezérőrnagy vezette katonai helikopter lezuhant, miközben élelmet szállított a jeziditáknak, és megpróbálta kiszabadítani a körbefogott menekülteket. A vezető a zuhanásban életét vesztette, utasainak többsége megsérült.
Augusztus 13-án egy 16 repülőgépből álló csoport juttatott el élelmet a nagyrészt jeziditákból álló, a Szindzsári-hegységben rekedt menekülteknek. A repülőgépek között ott voltak a amerikai C-17-es és C-130H típusú gépek, míg az ausztrálok és a britek egy-egy C-130J-t küldtek a helyszínre.

### Az USA légi támadásai
Szintén augusztus 7-én Barack Obama amerikai elnök bejelentette, hogy megakadályozza az ISIL egy tervezett mészárlását népirtását, mely során a hegyekbe menekült több száz jeziditával akartak végezni. Obama döntését védve elmondta:
"A világ sok kihívással néz szembe: És bár Amerika soha nem volt képes minden rosszat jóra fordítani, Amerika a világot egy biztonságosabb és ígéretesebb hellyé tette. És szükség van arra, hogy a vezetők egy olyan biztonságos és ígéretes helyet biztosítsanak, mely nélkülözhetetlen gyermekeink és unokáink számára. Akkor cselekszünk eképpen, ha lefektetünk néhány alapvető megállapítást.
Mindent megteszünk népünk védelme érdekében. Szövetségeseinket támogatjuk, ha bajba kerülnek. A nemzetközi normák fenntartása érdekében koalíciókat irányítunk. És mindent megteszünk az alapvető értékek – az alapvető szabad környezetben élés és a méltóság – megtartásáért, mely közös minden emberi lényben, éljen is bárhol. Éd ez az, amiért ezt megcselekedjük." A légi támadás bejelentése után az USA kormánya augusztus 13-ig latolgatta, hogy a mentéshez szárazföldi avagy légi csapatokat küldjön a helyszínre.
Augusztus 8-án Szindzsártól 180 km-re keletre Erbil környékén lőtték először az amerikai harci repülőgépekből. A Szindzsári-hegységben az első légi csapásokról augusztus 9-én érkeztek hírek, mikor az USA az ISIL négy felfegyverzett csapatszállítóját vette célba, melyek a polgári lakosságot félemlítették meg. Az irakiak élelmiszer- és folyadék-utánpótlási szállítmányait, valamint a jeziditák alkalmankénti kimentését szintén az USA biztosította.

### Biztonságos átjáró a jeziditáknak
Augusztus 9. és 11. között egy biztonsági folyosót biztosítottak a hegységből, melyen keresztül az első nap 100.000 embert mentettek ki. Törökország felől a Kurd Munkáspárt katonái teherautókkal és traktorokkal léptek be a Szindzsár-hegységbe, hogy a betegeket és az időseket a Kurd Népvédelmi Egységek által megtisztított útvonalon Szíriába szállítsák. Dr. Salim Hassan, a Szueljmánijjai Egyetem egyik professzora és a jeziditák szóvivője szerint a PKK és az YPG ezzel a körbezárt 50.000 jezidita közül 35.000-nek adott lehetőséget a Szíriába történő átmenekülésre. Szindzsár körzet kormányzójának beszámolója szerint az útvonalat az iraki kurd biztonsági erők (a Pesmergák) és az YPG közösen építette ki.

### A hegyi ostrom vége, az USA mentőakciója visszavonva
Augusztus 12-én vagy 13-án egy tucatnyi tengerész és gyalogsági amerikai katona ért földet a Szindzsár-hegy környékén egy V-22-es repülőgépből, hogy biztosítsák a már a helyszínen lévő brit SAS-egységekkel közösen a hegységből kijövő jezidita menekültek potenciális kimenekítését. Jelentésük szerint a helyzet a vártnál sokkal könnyebben kezelhető, mert ekkorra már sokkal kevesebb jezidita volt a hegyekben, mint amire eredetileg számítottak, és ők viszonylag jó állapotban voltak. Így Chuck Hagel szerint sokkal kisebb volt annak az esélye, hogy szükség lenne egy mentőalakulat bevetésére.
Az amerikai tisztviselők augusztus 13-án számoltak be hivatalosan arról, hogy az ostromot áttörték. Ez a jelentések szerint az amerikai légierőnek s az szíriai Kurd Népvédelmi Egységeknek és a törökországi szövetségesüknek, a PKK-nak volt köszönhető. lehetővé téve menekültek ezreinek megmenekülését . Mindezek ellenére Salim Hassan professzor szerint 5-10 ezer ember még mindig körbe volt zárva a hegységekben. A hírek szerint ők féltek hazatérni, életben maradásukat a csak Irakból érkező helikopterek légi csomagjainak köszönhették.

## Gyilkosságok Szindzsár környékén
Miközben a Szindzsár-hegységben folyt az ostrom, az ISIL legalább hat környező faluban 100 jeziditával végzett. Hardanban 250-300, Khochoban 400, Adnaniyaban 200, Quinyehben 70-90 férfival végeztek, szemtanúk pedig arról számoltak be, hogy al-Shimalból kifelé az út mentén több tucatnyi holttestet láttak. Több száz másik embert azért öltek meg, mert nem tért át az iszlám hitre. A gyilkosságok legalább augusztus 25-ig tartottak, mikor az ISIL 14 idős jeziditát végzett ki Mand sejk sírjánál Jidalaban, és ugyanitt felrobbantottak egy jezidita síremléket is.
Iraki Kurdisztán területi kormánya 2014. decemberben úgy becsülte, az augusztus óta Szindzsárból eltűnt jezidita férfiak, nők és gyermekek száma a 4000-et is elérheti.

## Az áldozatok száma
Egy lakos jelentése szerint csak augusztus 3-án Szindzsár-körzetben 2000 jeziditát öltek meg. Az iraki parlament egyik jezidita tagja szerint az ISIL augusztus 2-5 között Szindzsár városában 500 jezidita férfit ölt meg, míg a nőket eladták vagy rabszolga sorba kényszerítették, illetve 70 gyermek vagy szomjan halt, vagy megfulladt, miközben az iszlamisták előretörése elől menekültek.
A The New York Times 2014. augusztus 7-én arról számolt be, hogy az ISIL egy tucatnyi jezidita férfit kivégzett, feleségeiket pedig elrabolták a nőtlen dzsihádisták számára.
Más hírforrások arról tudósítottak, hogy az ISIL Szindzsár síita temetőjének tíz munkatársát kivégezte, majd a helyszínt felgyújtotta.
Az ENSZ egy októberi jelentése azt állította, az ISIL 2014. augusztusban 5000 jeziditát kivégzett, akik előtte több faluban laktak.
Iraki Kurdisztán regionális kormánya 2014. decemberben úgy becsülte, a 2014 óta megölt vagy eltűnt férfiak, nők és gyermekek száma már megközelítette a négyezret.

## Következmények – egy újabb ostrom
2014. augusztus után az ISIL megindult Szindzsár belsejébe. Több ezer vagy akár tízezer jezidita is a várostól északra húzódó Szindzsári-hegységbe menekült, akik az Irakból érkező helikopterekről leszórt élelmeknek köszönhették a túlélést. Egy északra, Kurdisztánba kivezető menekülőút a kurdok és a jeziditák ellenőrzése alatt volt. Amerikai tisztviselők azt mondták, több jezidita szerint a Szindzsári-hegység az ő otthonuk lett, ahol biztonságban vannak, és ahonnét nem akarnak tovább menni semerre. Egy másik forrás szerint a többiek féltek visszamenni régi otthonaikba. Az augusztusi evakuálás után újabb jezidita csoportok érkeztek a hegységbe.
Október 21-én az ISIL a hegységtől északra megszállta a területeket, így elvágta a terület kurdok lakta övezetek felé vezető menekülő útvonalát. Ekkor a jezidita katonaság kivonult, és visszahúzódott a Szindzsár-hegységbe, ahol a jezidita menekültek számát 2-7 ezer közé tették. Ezután a hegységet részlegesen ismét az ISIL szállta meg.
December 17-én a Pesmergák 50 amerikai légi támadással megerősítve támadást indítottak, hogy Szindzsárt felszabadíthassák, és meg tudják törni a Szindzsár-hegység részleges ISIL-ostromát. Kevesebb mint két nap elég volt arra, hogy a Pesmergák a hegyvonulat egy részét megszerezzék. Az ISIL kivonulása után a kurd csapatoknak az aknák megsemmisítésével, felszedésével kellett szembe nézniük, de hamarosan szárazföldi sávot tudtak nyitni a hegységekbe, így a jeziditák ki tudtak menekülni. A hadműveletben 100 ISIL-harcos halt meg.
December 21-én a kurd YPG a hegyvonulattól délre elérték a Pesmergák egységeit, így egyesíteni tudták a két frontvonalat. Másnap az YPG áttörte az ISIL védvonalát, így Szíriától Szindzsárig egy folyosót tudtak kialakítani. Estére Szindzsár nagy része a Pesmergák ellenőrzése alá került.